# 中国工业博物馆
中国工业博物馆（中國博物館協會列为“沈阳工业博物馆”，也称中国（沈阳）工业博物馆）位于辽宁省沈阳市铁西区，是中国首家综合工业博物馆，其前身是铸造博物馆，系从沈阳铸造厂翻砂车间旧址历经多次改扩建而成，现馆藏有两万多件珍贵文物，占地面积5.1万平方米，建筑面积4.3万平方米，年均接待观众50余万人次，每天上午10点和下午2点设两场公益讲解服务。
旧沈阳铸造厂翻砂车间于2008年列入辽宁省文物保护单位，2018年入选第二批中国国家工业遗产，2025年被辽宁省文物局列入“辽宁省不可移动革命文物名录（第三批）”。2020年中国工业博物馆被评为国家二级博物馆。
2024年，该馆成为2024年中央广播电视总台春节联欢晚会沈阳分会场举办场地，当届春晚节目《冬日暖阳》的全部内容及流行劲曲串烧节目的部分片段在该馆录制及直播。

## 历史沿革

### 沈阳铸造厂
沈阳铸造厂始建于1939年，其前身为日本高砂制作所。1946年4月，高砂制作所、松田制作所、津村制作所等七家日本企业合并建立了沈阳机器厂。此后，该工厂历经多次更名，直至1956年修建了该厂并定名为沈阳铸造厂。铸造厂占地面积33万平方米，职工人数多时达5,800人，年最大产量达3.85万吨。沈阳铸造厂曾经是亚洲最大的专业化铸造企业，累计为全中国提供各种铸件100多万吨。
2007年4月17日，受政府规划影响，沈阳铸造厂完成最后一炉铁水的浇注，工厂整体迁往沈阳经济技术开发区。沈阳市铁西区政府根据部分人大代表、政協委員及铸造厂职工的意愿，保留了旧沈阳铸造厂翻砂车间，将其改造成铸造博物馆；2008年，旧沈阳铸造厂翻砂车间被列为省级文物保护单位。

### 铸造博物馆
沈阳市铁西区政府根据部分人大代表、政協委員及铸造厂职工的意愿，保留了旧沈阳铸造厂翻砂车间，将其改造成铸造博物馆。2007年6月18日，铸造博物馆开馆，其主体建筑近2万平方米，馆藏1,523件实物，以与铸造相关的展品为主，还包括展示沈阳铁西区工业历史的很多展品。

### 中国工业博物馆
为了迎接2013年在沈阳召开的中华人民共和国第十二届运动会，政府关闭了铸造博物馆并对其进行改造。2011年5月18日，于原铸造博物馆北侧开工兴建新馆。工程结束后将该博物馆更名为中国工业博物馆。2012年5月18日，中国工业博物馆（一期）开馆，免费向参观者开放，此次开放有中国工业通史馆、铸造馆、机床馆和铁西10年成果展馆等4个展馆，是为一期工程结束。
中国工业博物馆一期工程总投资达到5.5亿元，其占地面积达八万平方米，建筑面积5.3万平方米，展示了中国工业发展历程和老工业基地振兴成就。一期工程结束后，开始建设二期工程，二期工程拟利用5,000平方米展陈面积，设置冶金馆、重装馆、机电馆、汽车馆、香港馆、车模展和铁西馆等七个展馆。2013年9月1日，中国工业博物馆二期工程结束，二期展馆正式对外开放。

## 展馆介绍

### 中国工业通史馆
通史馆展陈面积2,300平方米，位于新馆一层。该展馆共分四个单元，主要展示近代以来中国工业发展脉络，重点展示新中国成立后，特别是改革开放以后中国工业发展成就。

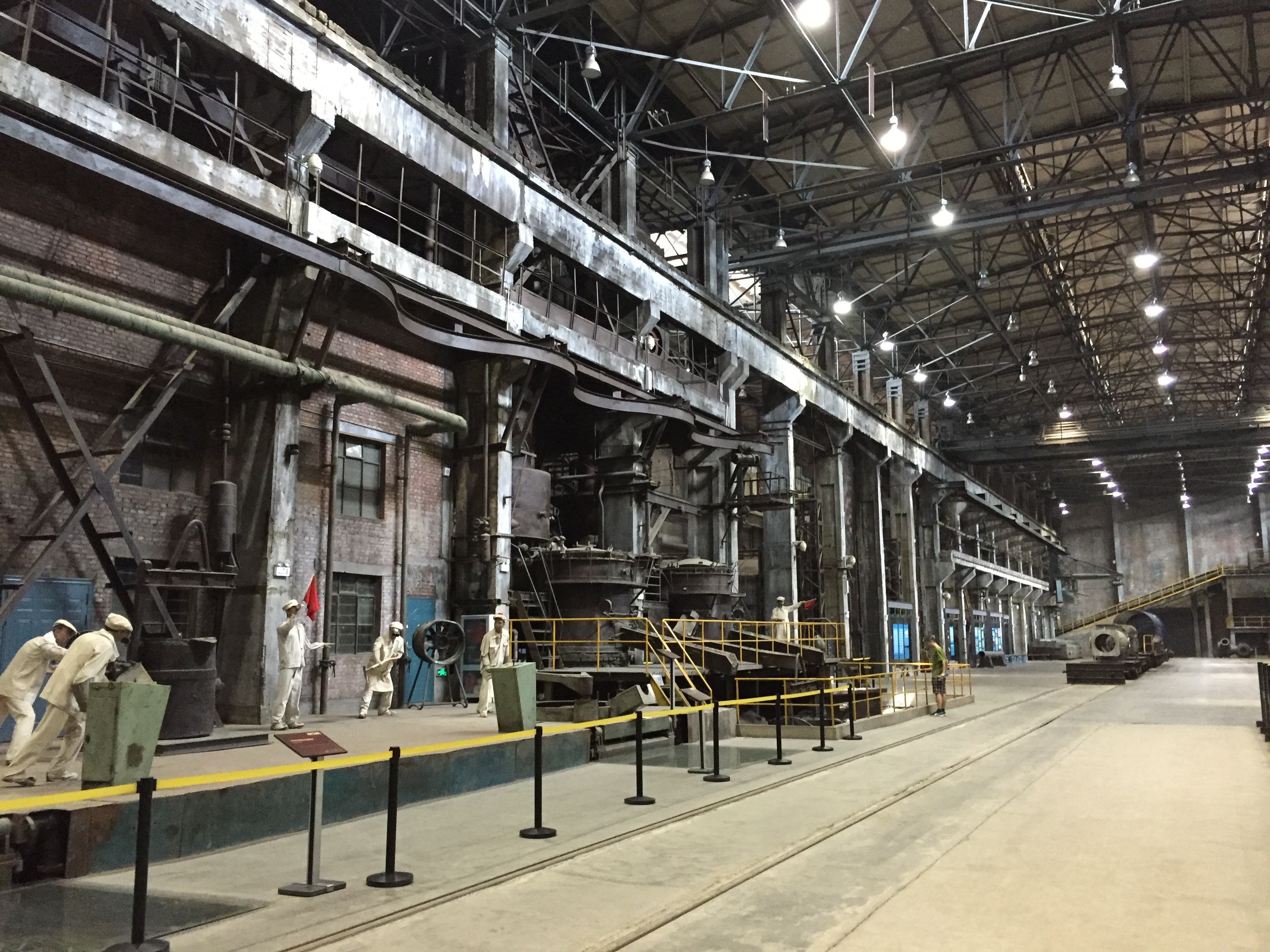
铸造馆

### 铸造馆（汽车馆、铁西馆等展馆展区）
中国（沈阳）工业博物馆铸造馆系原沈阳铸造厂翻砂车间，其建筑始建于1956年，是原沈阳铸造厂的核心生产区域。将其改为展馆后，基本保持了旧有车间原貌，车间内保留的巨型铁水包、冲天炉等设备再现了20世纪50年代亚洲最大铸造工厂的工艺流程。铸造馆展陈面积8,000平方米，成为一期开放展馆中展陈面积最大的展馆。
2013至2018年，中国工业博物馆优化铸造馆展陈布局，将原本铸造馆独占原沈阳铸造厂翻砂车间的建筑空间，改为3展馆2展区同处一处，在原沈阳铸造厂翻砂车间的建筑内新设置了汽车馆、铁西馆、冶金机械展区和外国机床展区。

### 机床馆
机床馆展陈面积2,300平方米，位于新馆一层。主要展示新中国成立后全国各地主要机床厂生产的各类机床，馆内机床按照机床生产年代不同，技术由简单到复杂进行排列。展品中包括众多的车床、铣床、钻床、镗床、磨床以及组合机床等，让观展者认识各种机床，了解作为工业之母的机床的样子。展出的机床多为沈阳各个工厂保存下来的，以及本地企业沈阳机床集团的大量产品。 展品的年代跨度很大，从集中动力传动的皮带车床，到传统继电器接触器控制的普通机床，到数控机床加工中心，以及本地生产的数控系统。

### 铁西10年成果馆
铁西十年成果展展陈面积700平方米，位于新馆二层，展示铁西区10年来东迁西建，改革旧体制工业企业，建设宜居城市的成就。

## 参观指引
开馆时间：每周二至周日 9:00—16:00 每周一休息、逢法定重大节假日休馆
参观方式：免费开放，游客需在美团、沈阳工业博物馆微信公众号等平台进行实名预约。
交通：
卫工街北一路（位于场馆东侧，北一路地道桥南端出入口旁，中途车站）
| 工业博物馆（公交始发及终点场站，位于场馆东南侧） \| 编号 \| 编号 \| 线路 \| 线路 \| 线路 \| 收费 \| 运营商 \| 备注 \| \| ---- \| ---- \| ---------- \| ---- \| -------------- \| ---- \| -------- \| ---- \| \| \| 147 \| 工业博物馆 \| ⇆ \| 莲花街万柳塘路 \| 2元 \| 安运公交 \| \| \| \| 300 \| 恒大绿洲西 \| ⇆ \| 工业博物馆东 \| 2元 \| 安运巴士 \| \| |      |            |      |                |      |          |      |
| 编号 | 编号 | 线路       | 线路 | 线路           | 收费 | 运营商   | 备注 |
| | 147  | 工业博物馆 | ⇆    | 莲花街万柳塘路 | 2元  | 安运公交 |      |
| | 300  | 恒大绿洲西 | ⇆    | 工业博物馆东   | 2元  | 安运巴士 |      |

| 编号 | 编号 | 线路       | 线路 | 线路           | 收费 | 运营商   | 备注 |
| ---- | ---- | ---------- | ---- | -------------- | ---- | -------- | ---- |
|      | 147  | 工业博物馆 | ⇆    | 莲花街万柳塘路 | 2元  | 安运公交 |      |
|      | 300  | 恒大绿洲西 | ⇆    | 工业博物馆东   | 2元  | 安运巴士 |      |

| 编号 | 编号 | 线路         | 线路 | 线路         | 收费 | 运营商       | 备注 |
| ---- | ---- | ------------ | ---- | ------------ | ---- | ------------ | ---- |
|      | 277  | 黄河汽车公司 | ⇆    | 五爱西区北   | 2元  | 地铁巴士西区 |      |
|      | 303  | 黄河汽车公司 | ⇆    | 龙之梦亚太城 | 2元  | 黄河公司     |      |

| 编号 | 编号 | 线路           | 线路 | 线路         | 收费 | 运营商   | 备注 |
| ---- | ---- | -------------- | ---- | ------------ | ---- | -------- | ---- |
|      | 175  | 怒江北街药山路 | ⇆    | 龙之梦大都汇 | 2元  | 客运一分 |      |
|      | 176  | 砂山街玉屏二路 | ⇆    | 塔南公园     | 2元  | 黄河公司 |      |

咨询电话：024—25702088